# Siegfried Gussmann
Siegfried Gussmann (ur. 1896, zm. ?) – as lotnictwa niemieckiego Luftstreitkräfte z pięcioma potwierdzonymi zwycięstwami w I wojnie światowej.
Służbę wojskową rozpoczął służbę w lotnictwie jako obserwator w FA3 w 1917 roku. W jednostce odniósł swoje pierwsze zwycięstwo 12 lipca 1917 roku, razem ze swoim pilotem. Po przejściu szkolenia z pilotażu został przydzielony do eskadry myśliwskiej Jagdstaffel 11 w listopadzie 1917 roku. W jednostce służył do końca wojny z przerwą pomiędzy kwietniem i sierpniem 1918 roku, kiedy służył jako instruktor w Fliegerersatz Abteilung Nr. 3 w Gocie. Łącznie odniósł pięć zwycięstw powietrznych. Jego losy po I wojnie światowej nie są znane.

## Odznaczenia
- Krzyż Żelazny I Klasy
- Krzyż Żelazny II Klasy